# Tony Coe with the Brian Lemon Quartet
Tony Coe with the Brian Lemon Trio ist ein Jazzalbum von Tony Coe. Die am 25. und 26. Januar 1971 im Ronnie Scott’s Jazz Club in London entstandenen Aufnahmen erschienen 1971 auf 77 Records. In einer auf elf Stücke erweiterten Form wurde das Album 1993 unter dem Titel Some Other Autumn auf Hep  Records wiederveröffentlicht.

## Hintergrund
In den späten 1960er-Jahren arbeitete der Saxophonist und Klarinettist Tony Coe in der Kenny Clarke/Francy Boland Big Band, im Johnny Hawksworth Quartet, in der Harry South Big Band, bei Stan Traceys Big Brass, Johnny Dankworth, Bob Leaper und bei Humphrey Lyttelton; in dieser Zeit entstanden lediglich zwei Produktionen unter Coes Namen, Pop Makes Progress, mit Instrumentalversionen aktueller Pophits und einem Orchester unter Leitung von Robert Farnon, außerdem das Easy-Listening-Album Sax with Sex auf Metronome Records. Erst Anfang 1971 hatte Tony Coe erneut Gelegenheit ein Album einzuspielen, Tony Coe with the Brian Lemon Trio, ein Livemitschnitt aus dem Ronnie Scott’s Club, an dem Brian Lemon, Dave Green und Phil Seamen (Schlagzeug) beteiligt waren. Neben einigen swingenden Eigenkompositionen der Gruppe spielt das Quartett Melodien wie „Body and Soul“, „Perdido“, „When Your Lover Has Gone“ und Duke Ellingtons „In a Mellow Tone“.

## Titelliste
- Tony Coe: Tony Coe with the Brian Lemon Trio (77 Records SEU12/41, Hep CD2037)[2]

1. Aristotle Blues 7:10
2. Some Other Autumn 7:20
3. Line-Up Blues (Brian Lemon) 6:39
4. Body and Soul (Frank Eyton, Johnny Green, Edward Heyman, Robert Sour) 8:20
5. Reza (Rey Guerra, Edu Lobo) 8:17
6. Together 7:35
7. Regrets 5:35
8. Perdido (Ervin Drake, Hans Lengsfelder, Juan Tizol) 6:42
9. When Your Lover Has Gone (Einar Aron Swan) 6:10
10. In a Mellow Tone (Duke Ellington, Milt Gabler) 7:05
11. U.M.M.G. (Billy Strayhorn) 4:50

Wenn nicht anders vermerkt, stammen die Kompositionen von Tony Coe.

## Rezeption
Scott Yanow verlieh dem Album in Allmusic vier Sterne und schrieb, der Mitschnitt präsentiere Coe in einem geradlinigen Quartett. Dieses Album gebe den Zuhörern eine gute Gelegenheit, Coe in einer konservativeren Umgebung als gewöhnlich zu hören und seine warmen Töne und kreativen Ideen für Bebop und Swing zu zeigen.
Richard Cook und Brian Morton halten Some Other Autumn für eines der besten Alben in der Diskographie des Musikers und bewerteten es in The Penguin Guide to Jazz mit der Höchstnote von vier Sternen.